# Ernst Hahn (Fotograf)
Ernst Hahn (geb. 1926 in Nowawes, heute Potsdam-Babelsberg; gest. 2017 in Berlin) war ein deutscher Fotograf.

## Lebensweg
Ernst Hahn wurde 1926 als Sohn eines Gärtners und einer Blumenverkäuferin in Nowawes (heute Potsdam-Babelsberg) geboren. Schon als Kind erkrankte er an nasser Rippenfellentzündung. Im Jahr 1943 wurde bei Hahn Tuberkulose diagnostiziert. Der damals 17-jährige Hahn war damit wehrdienstuntauglich. Da er zudem unter einer Erkrankung des Kniegelenks litt, konnte Hahn noch Ende 1944, also in den letzten Monaten des Zweiten Weltkrieges, Deutschland verlassen, um sich in Davos in der Schweiz medizinisch behandeln zu lassen.
1945 erhielt er ein Notabitur. Nach Kriegsende wurden alle deutschen Tuberkulose-Patienten, die die Schweizer Sanatorien in Davos und Agra genesen verlassen konnten, im Interniertenheim Davos Wiesen in Graubünden zusammengeführt. Dort lernte Hahn Anfang 1947 die Berlinerin Eveline Litty kennen, die ebenfalls während des Krieges an Tuberkulose erkrankt war. Sie hatte ihr Medizinstudium aufgeben müssen und war über ein Sanatorium im Allgäu 1944 nach Agra in die Schweiz überwiesen worden. Eveline Litty ging nach ihrer Entlassung aus dem Interniertenheim Wiesen nach Berlin zurück, Ernst Hahn hingegen blieb in der Schweiz und nahm mit dem Wintersemester 1948/49 das Studium an der Kunstgewerbeschule Zürich auf. Zu Hahns Lehrern dort gehörten der Schweizer Bauhaus-Lehrer Johannes Itten (1888–1967) und der Schweizer Fotograf Hans Finsler (1891–1972), der bis 1932 an der Kunstgewerbeschule Burg Giebichenstein in Halle die Fachklasse für Fotografie geleitet hatte und zu den Protagonisten der fotografischen Moderne zählt. Im Rahmen seines Studiums in Zürich unternahm Hahn Studienreisen nach Mailand und Venedig. Mit seiner Mappe mit Venedig-Fotografien, die heute im Bauhaus-Archiv aufbewahrt wird, gewann Hahn einen Leistungspreis der Kunstgewerbeschule Zürich.
Seine Osterferien in den Jahren 1950 und 1951 verbrachte Ernst Hahn bei seinen Eltern in Berlin. Die Stadt hatte er zuletzt fünfeinhalb Jahre zuvor, im November 1944, gesehen. In den jeweils drei Wochen Osterurlaub 1950 und 1951 machte er mit seiner zweiäugigen Rolleiflex-Mittelformatkamera zahlreiche Aufnahmen im Format 6 × 6 cm bei seinen Streifzügen durch die vom Zweiten Weltkrieg gezeichnete Stadt. Zeitweilig begleitete ihn sein um drei Jahre jüngerer Bruder Gerd Hahn, der damals noch bei seinen Eltern in Babelsberg lebte. Er hatte nach dem Abitur eine Gärtnerlehre in Sanssouci begonnen und wollte danach Landschaftsarchitektur studieren. Ernst Hahn traf in Berlin auch Eveline Litty wieder, seine Bekanntschaft aus dem Schweizer Interniertenheim Wiesen.
Nach seiner Abschlussprüfung an der Kunstgewerbeschule Zürich im Jahr 1952 wurde Hahn von Johannes Itten, damals Direktor des Kunstgewerbemuseums und des Museums Rietberg, als Museumsfotograf eingestellt.
Da die Schweizer Behörden Ernst Hahn die von ihm im Jahr 1953 beantragte Arbeitserlaubnis verweigerten und ihn „wegen Gefahr der Überfremdung“ auswiesen, zog Ernst Hahn in die Bundesrepublik und machte hier als Industrie- und Werbefotograf Karriere. Er ging zunächst an die Werkkunstschule nach Wuppertal. Er war dort unter der Leitung des Grafikers Jupp Ernst (1905–1987) Fotograf im grafischen Atelier. Hahn fertigte dort Fotografien als Vorlagen für die Textil-, Möbel- und Glasherstellung an.
1955 wurde Hahn Leiter der Fotowerkstatt an der renommierten Hochschule für Gestaltung Ulm (HfG). Er unterrichtete dort Fototechnik und fertigte Aufnahmen für die Presse, für Kataloge und Ausstellungen an. Außerdem kümmerte er sich um das Archiv der HfG. Im selben Jahr heiratete Hahn die Berlinerin Eveline Litty, die er 1947 in der Schweiz kennengelernt hatte.
1956 zog das Ehepaar nach Düsseldorf, wo Hahn zunächst als Fotograf für die Werbeagentur Bruno Rieth arbeitete. Bald darauf wurde er als Industrie- und Werbefotograf im Fotoatelier der Werbeabteilung der Kodak-AG in Stuttgart-Wangen angestellt. Dort war unter anderem auch für das Bildarchiv zuständig.
Ebenfalls 1956 legte Hahn seine Meisterprüfung ab. Hahn arbeitete als Fotograf und Leiter des Fotoateliers der Werbeagentur von Günter Bläse und seines Daco-Verlags in Stuttgart.
Im Jahr 1961, wenige Wochen vor dem Bau der Berliner Mauer, übernahm Hahn bei Siemens und Halske in Berlin die Leitung des Fotoateliers der Hauptwerbeabteilung. Dort blieb Hahn bis zu seiner Pensionierung im Jahr 1991.
In den 1990er Jahren gab Hahn ein umfangreiches Konvolut mit seinen Arbeiten aus seiner Zeit an der Hochschule für Gestaltung im Jahr 1955 an deren Archiv ab.
Als Hahns Ehefrau Eveline im Jahr 2012 ins Pflegeheim umziehen musste, wurde bei der Haushaltsauflösung die Blechdose mit etwa 350 von Hahns Berlin-Negativen vom Beginn der 1950er Jahre wiederentdeckt. Die Berliner Verlegerin Evelyn Weissberg, die Hahn beim Entrümpeln half, erkannte den dokumentarischen und fotografischen Wert der Aufnahmen und gab 2013 einen Bildband mit einer Auswahl von etwa 280 von Hahns Berlinfotos heraus.
Seit Anfang 2015 lebte Hahn in einem Seniorenheim in Berlin-Friedenau. Er starb 2017 im Alter von etwa 91 Jahren.
Über sein Verständnis von Fotografie sagte Hahn im Jahr 2013: „Ich war nie auf Künstlertum aus. Ein Fotograf muss sich mit dem Konkreten abgeben, der Begriff Kunstfotografie existiert für mich gar nicht.“

## Fotostrecken mit Aufnahmen von Ernst Hahn
- „Berlin nach dem Krieg. Zwischen Zerstörung und Zuversicht. Familien flanieren über Trümmerberge, Kinder spielen in Ruinen: Als Student lichtete Ernst Hahn den Alltag im Nachkriegsberlin ab. Jahrzehntelang schlummerten die Negative in einer Kiste - bis der Fotoschatz per Zufall gehoben wurde.“ in: Spiegel Online, 11. April 2017, https://www.spiegel.de/fotostrecke/berlin-nach-dem-krieg-da-ueberlaeuft-es-einen-kalt-fotostrecke-146430.html

- „Nachkriegszeit: Im zerbombten Berlin fotografieren üben. Trümmerhaufen und viel Leere: Mit seinen Bildern zeigte der Fotograf Ernst Hahn die Nachkriegsszenerie in Berlin um 1950. Die Aufnahmen entstanden fast zufällig.“, in: Zeit.de, aktualisiert am 30. Mai 2013, https://www.zeit.de/wissen/geschichte/2013-05/fs-hahn-berlin-1950